# Nagypirit
Nagypirit je vas na Madžarskem, ki upravno spada pod podregijo Ajkai Županije Veszprém.